# 래더 (프로게이머)
래더(본명: 신형섭, 1996년 11월 26일 ~ )는 대한민국의 전직 리그 오브 레전드 프로게이머이다. 현재 프로게임단 지도자로 활동하고 있다. 현역 시절 포지션은 미드라이너였으며 선수 시절 아이디는 Rather였다. 현재 중국 LPL의 LNG E스포츠의 코치를 맡고 있다.

## 선수 시절
2016년 5월 15일 아이 게이밍 스타에 입단하면서 프로 커리어를 시작했다. 2016년 7월, 팀에서 퇴단했다.
2017시즌을 앞두고 그리핀에 입단했다. 2017시즌 팀의 주전으로 활동했다.
2018시즌에서도 팀의 주전자리를 지키며 팀의 LCK 승격에 공헌했다. 서머 시즌에는 신예 쵸비에게 밀리며 서브 선수로 활동했다.
2019시즌을 앞두고 LMS의 플래시 울브즈로 임대되었다. 스프링 시즌 팀의 주전으로 활동하며 팀의 우승에 기여했다. 스프링 우승으로 MSI 2019에 참가했다. MSI에서도 팀의 주전으로 활약했다. 
2019시즌이 종료된 이후 현역에서 은퇴했다.

## 지도자 생활
2020시즌을 앞두고 그리핀의 코치로 부임했다.
2021시즌을 앞두고 LNG e스포츠의 코치로 부임했다.

## 소속팀

### 선수
| # | 팀명             | 소속 기간             | 소속 리그 | 비고 |
| - | ---------------- | --------------------- | --------- | ---- |
| 1 | 아이 게이밍 스타 | 2016.05.15~2016.07    | CK        |      |
| 2 | 그리핀           | 2017.01.10~2020.01.20 | CK LCK    |      |
| 3 | 플래시 울브즈    | 2018.12.14~2019.11.06 | LMS       |      |

### 지도자
| # | 팀명        | 직책 | 소속 기간             | 소속 리그 | 비고 |
| - | ----------- | ---- | --------------------- | --------- | ---- |
| 1 | 그리핀      | 코치 | 2020.01.20~2020.12.14 | LCK CK    |      |
| 2 | LNG e스포츠 | 코치 | 2021.01.12~           | LPL       |      |

## 수상 내역
- 리그 오브 레전드 챌린저스 코리아 스프링 2018 우승
- 리그 오브 레전드 챔피언스 코리아 서머 2018 준우승
- 리그 오브 레전드 마스터즈 시리즈 스프링 2019 우승